# Muskego
Muskego est une ville située dans le comté de Waukesha dans l’état du Wisconsin.
Sa population était de 24 135 habitants en 2010.